# 东伏见宫
東伏見宮是伏見宮邦家親王的第17王子依仁親王在明治時代後期創立的宮家，亦是其繼父小松宮彰仁親王早年的宮號，皆作為伏見宮家之分家。
第二次世界大戰後，日本投降，由盟軍軍事佔領，1947年因駐日盟軍總司令部（GHQ）指示，伏見宮、閑院宮、山階宮、北白川宮、梨本宮、久邇宮、賀陽宮、東伏見宮、朝香宮、東久邇宮、竹田宮等11個宮家之宗室子弟皆被臣籍降下，賜姓罷為庶人；東伏見宮僅一代，在此之前便已確定絕嗣，但其祭祀由繼子邦英繼承。

## 構成者一覽
- 當主—依仁親王
- 親王妃—依仁親王妃周子（日语：依仁親王妃周子）

### 系譜
- 東伏見邦英：繼承東伏見宮的祭祀，京都的青蓮院門跡之門主。